# مقاطعة ماكفرسون (داكوتا الجنوبية)
ماكفرسون (بالإنجليزية: McPherson)‏ هي إحدى مقاطعات ولاية داكوتا الجنوبية في الولايات المتحدة الأمريكية.